# Johann Lollio
Johann (Johannes, Joan, Johan) Lollio, genannt Sadeler, auch Lolio, Saddeler, Sattler, Sadler, Sadelery und Sadelerij (* um 1610, vermutlich in Roveredo, Freistaat der Drei Bünde; † November 1667 oder kurz vor dem 20. Oktober 1669 in Düsseldorf), war ein Architekt und Festungsbaumeister am Neuburger und Düsseldorfer Hof von Wolfgang Wilhelm und Philipp Wilhelm von der Pfalz.

## Leben
Unter dem Namen Johann Sattler war Lollio seit 1631 in Rechnungen des Hofes in Pfalz-Neuburg zunächst als Mitglied einer Gruppe von Hofmusikanten genannt. Seine Muttersprache war Italienisch. Er galt als vielseitig begabt, sowohl auf dem Gebiet der Musik als auch in Architektur und „Perspektive“. So soll er ein Instrument erfunden haben, mittels dessen man perspektivisch sehen konnte. Am 27. Februar 1632 verehrte Pfalzgraf Wolfgang Wilhelm dem „welschen maler Sadeler“ eine Kette. Im gleichen Jahr begleitete er den Pfalzgrafen auf einer Reise nach Brüssel. Zwischen 1633 und 1635 wurde er als Ingenieur mit sechs Reichstalern für „tractament und kostgeld“ aufgeführt. 1633 beaufsichtigte er in Düsseldorf die Ausführung von Stukkaturen in der Hofkirche St. Andreas. Nachdem er mit dem pfalzgräflichen Hof 1636 endgültig nach Düsseldorf in das Herzogtum Jülich-Berg umgezogen war, wurde er aus dem Haushalt der Landrentmeisterei bezahlt. 1638 erhielt er neben einem wöchentlichen Kostgeld von sechs Reichstalern ein Jahresgehalt von 377 Reichstalern, außerdem Mittel zum Unterhalt eines Dieners und Gelder für die Fütterung eines Pferdes. 1645 ist er als Kriegsrat und Oberingenieur belegt, seit etwa 1660 als Kammerrat und Oberingenieur. Als solcher leitete er das Bauwesen seines Fürsten. Am 10. Februar 1642 heiratete er in der Düsseldorfer Lambertuskirche Katharina Ortiz, nach späteren Quellen Katharina Petronella de Santa Colonna, wohl ein und dieselbe Dame und spanischer Herkunft. Mit ihr, seiner Mutter, Schwiegermutter und Schwägerin lebte er laut Steuerliste von 1663 im Haus Altestadt 4. Bettlägerig erkrankt verstarb er dort in der ersten Novemberhälfte 1667, nach anderen Angaben kurz vor dem 20. Oktober 1669.

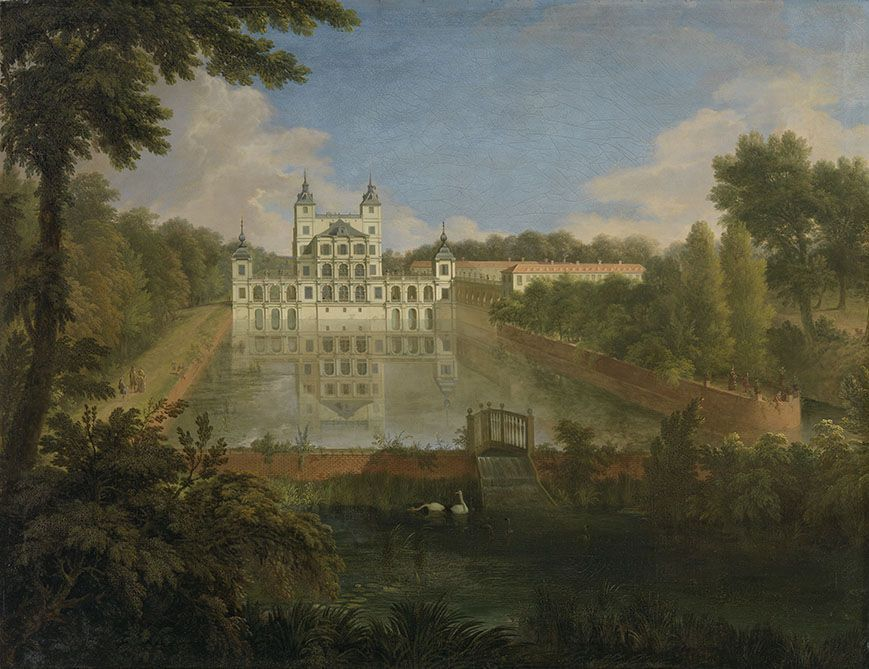
Wasserschloss Benrath, Ansicht von Süden, 1715, Gemälde von Jan van Nickelen, Bayerische Staatsgemäldesammlungen

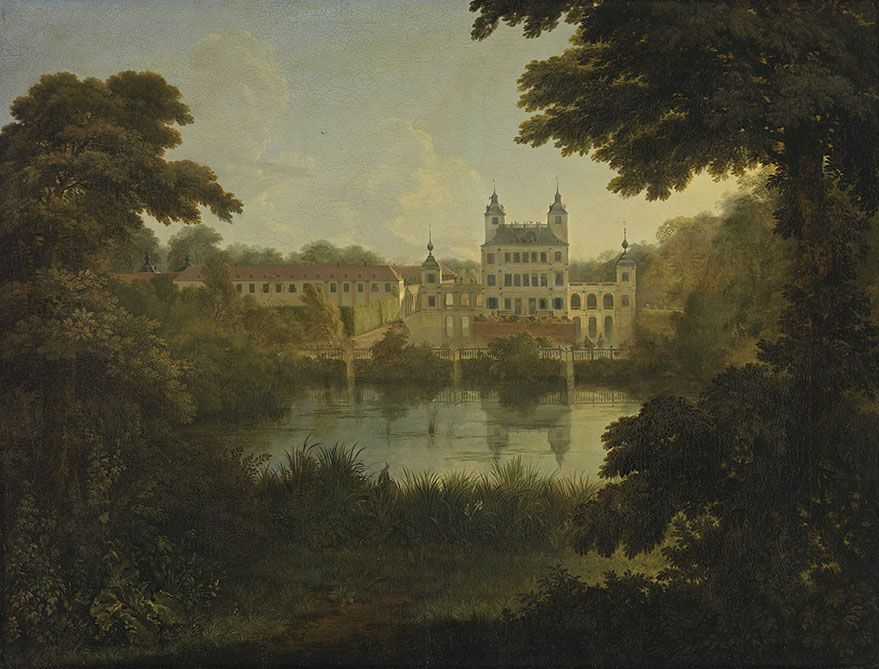
Ansicht von Norden, 1714, Gemälde von Jan van Nickelen, Bayerische Staatsgemäldesammlungen

Als Militärbaumeister und Hofingenieur oblagen ihm Aufgaben des Festungsbaus. 1645 wurde er im Zusammenhang mit dem Neubau der Flingerpforte erwähnt, auch andere Projekte des Ausbaus der Festung Düsseldorf, wahrscheinlich auch ihrer Zitadelle, zählten zu seinem Aufgabenspektrum. 1646 hatte er die Feste Zons zu prüfen. Nachweislich wirkte er ferner als Militäringenieur in Orten an der Ruhr, in Heinsberg und an der Festung Jülich. Dass er als Fachmann für den zeitgenössischen Festungsbau angesehen war, belegen kurtrierische Rechnungen aus den Jahren 1655, 1658 und 1662, woraus sich ergibt, dass er im Auftrag des Kurfürsten Karl Kaspar von der Leyen für die Stadtbefestigung der Stadt Koblenz tätig wurde. Restaurierungsarbeiten verrichtete er an den Schlössern von Hambach, Jülich und Grevenbroich. Im Zuge der Umgestaltung von Schloss Hambach (1660–1664) entwickelte er Pläne für die fürstlichen Wohnräume im hinteren Trakt nach dem Hofgarten. Inwieweit er auch am Düsseldorfer Schloss tätig wurde, steht dahin, allerdings ist belegt, dass ihm Pfalzgraf Philipp Wilhelm 1664 den Auftrag erteilte, ein Kabinett für die Schlosskapelle zu planen. Als bedeutendstes Bauprojekt hatte er in den 1660er Jahren eine baufällige Wasserburg zum Wasserschloss Benrath umzugestalten. Seine dortige Tätigkeit als Bauleiter (1660–1666) ist mehrfach bezeugt. Aufgrund dessen gestalterischer Verwandtschaft zur Düsseldorfer Hofkirche St. Andreas wurde ihm auch der Bau der 1637 errichteten Türme dieser Kirche zugeschrieben. Außerdem soll er ab 1642 für erste Planungen eines Epitaphs bzw. Mausoleums an der Düsseldorfer Hofkirche zuständig gewesen sein.